# Lygodium volubile
Lygodium volubile là một loài dương xỉ trong họ Lygodiaceae. Loài này được Sw. mô tả khoa học đầu tiên năm 1803.